# Mount Cumming
Mount Cumming ist ein nur wenig aus dem antarktischen Eisschild aufragender, hauptsächlich schneebedeckter und erloschener Schildvulkan im Marie-Byrd-Land. Er liegt zwischen Mount Hampton und Mount Hartigan in der Executive Committee Range.
Der Berg entstand vor ungefähr 10,4–9,7 Mio. Jahren. Sein Gipfel besteht aus einem runden und verschneiten Krater, dessen höchste Erhebung mit 2612 m der Annexstad Peak ist. An der Südflanke des Mount Cumming befindet sich der Woolam Peak.
Wissenschaftler der United States Antarctic Service Expedition (1939–1941) entdeckten ihn bei einem Überflug am 15. Dezember 1940. Namensgeber ist Hugh S. Cumming junior (1900–1986), Mitglied des Exekutivkomitees des United States Antarctic Service im Außenministerium der Vereinigten Staaten. Der United States Geological Survey kartierte den Berg anhand eigener Messungen und mithilfe von Trimetrogon-Luftaufnahmen der United States Navy zwischen 1958 und 1960.